# Károly Binder

Theo Jörgensmann und Károly Binder in Budapest, Ship A 38, 7. September 2006

Károly Binder (* 2. April 1956  in Budapest) ist ein ungarischer Pianist und Komponist.

## Leben
Károly Binder studierte Klavier an der Jazz-Abteilung der Franz-Liszt-Musikakademie in Budapest und machte dort 1979 seinen Abschluss. Momentan leitet er das Music Teacher´s Training Institute der Franz-Liszt-Musikakademie und ist dort auch als Professor für Jazz-Piano tätig. Im Laufe seiner Karriere hat Binder einige Piano Wettbewerbe gewonnen, so z. B. den internationalen Piano Wettbewerb in Kalis (1981), den Grand Prix des Ungarischen Rundfunks (1986) und den Emerton Prize als „Pianist of the Year“ (1991). 1999 war Binder einer der ersten Ungarn, die eine Meisterklasse an der Royal Academy of Music in London leiten durften.

## Diskografie (Auswahl)
- (1981) Binder Quartet Live at Bartók Terem mit Mihály Dresch und Róbert Benkő
- (1982) Binder Quintet featuring John Tchicai
- (1985) Binder In illo Tempore solo
- (1989) Károly Binder und Theo Jörgensmann In Budapest
- (1991) Károly Binder und Ramesh Shotham Dance Music
- (1993) Károly Binder featuring Theo Jörgensmann Live at Music Akademy Budapest
- (2000) Károly Binder und Mihály Borbély Duo